# 33875 Laurencooney
33875 Laurencooney este o planetă minoră (asteroid), cu un diametru de 1,745 km, din centura de asteroizi. A fost descoperită pe 6 mai 2000 la Experimental Test Site⁠(d) de Lincoln Near-Earth Asteroid Research. 
Obiectul prezintă o orbită caracterizată de o semiaxă mare de 2,2677874 UAi, o excentricitate de 0,12, o înclinație de 7,20091 ° în raport cu ecliptica.